# Campeonato da Europa de Atletismo de 2018 - 5000 m masculino
A prova dos 5000 metros masculino do Campeonato da Europa de Atletismo de 2018 foi disputada no dia 11 de agosto de 2018 no Estádio Olímpico de Berlim em Berlim,  na Alemanha. 

## Recordes
Antes desta competição, os recordes mundiais e do campeonato nesta prova eram os seguintes:
|                       | Nome             | Nacionalidade | Tempo     | Local     | Data                 |
| --------------------- | ---------------- | ------------- | --------- | --------- | -------------------- |
| Recorde mundial       | Kenenisa Bekele  | Etiópia       | 12m37s35  | Hengelo   | 31 de maio de 2004   |
| Recorde do campeonato | Jack Buckner     | Reino Unido   | 13m10s 15 | Estugarda | 31 de agosto de 1986 |
| Recorde europeu       | Mohammed Mourhit | Bélgica       | 12m49s71  | Bruxelas  | 25 de agosto de 2000 |

## Medalhistas
| Ouro                     | Prata                     | Bronze               |
| Jakob Ingebrigtsen (NOR) | Henrik Ingebrigtsen (NOR) | Morhad Amdouni (FRA) |

## Cronograma
Todos os horários são locais (UTC+2).
| Data         | Hora  | Evento |
| ------------ | ----- | ------ |
| 11 de agosto | 20:55 | Final  |

## Resultado

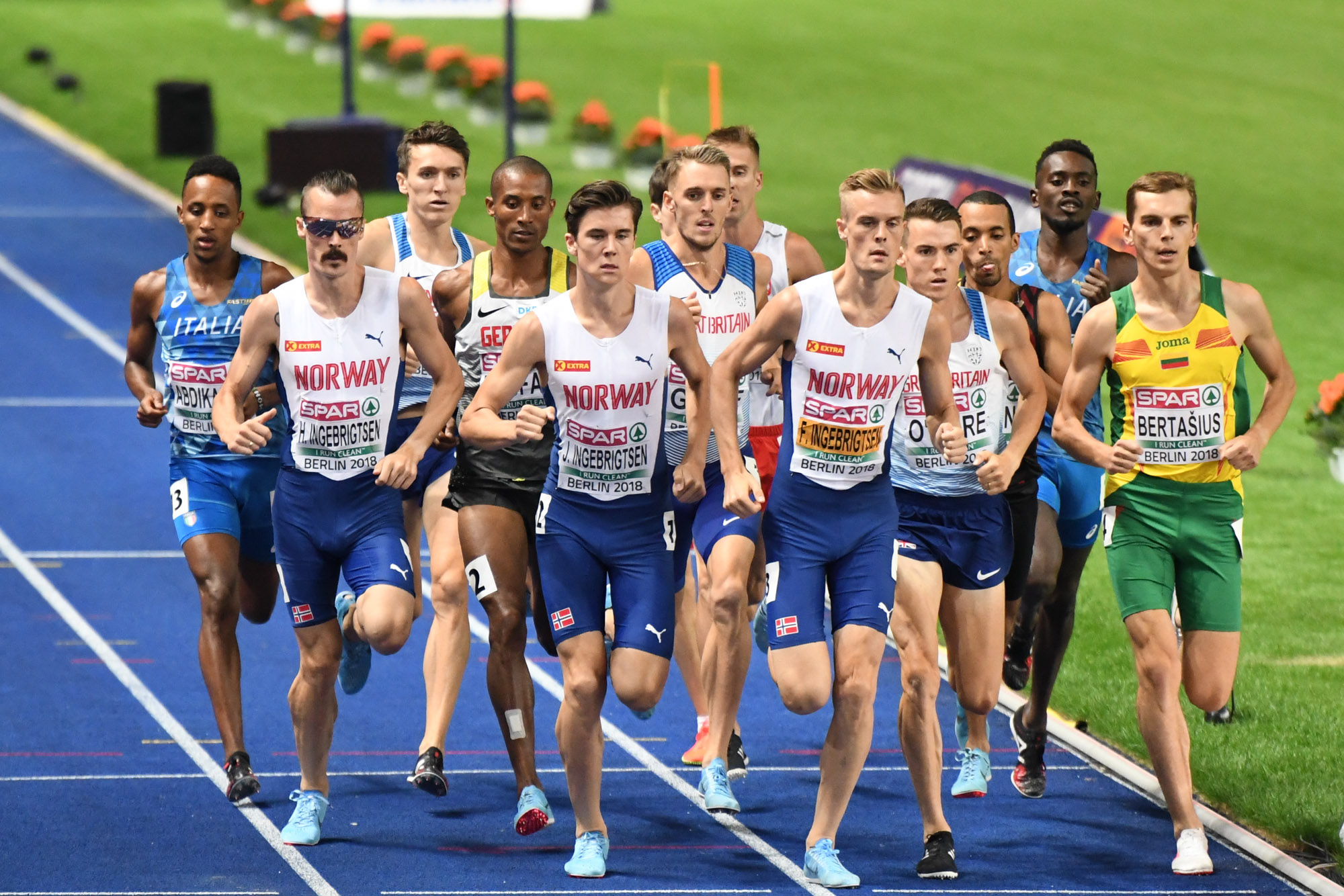
A final

| Posição           | Atleta                   | Nacionalidade               | Tempo    | Notas                |
| ----------------- | ------------------------ | --------------------------- | -------- | -------------------- |
| Medalha de ouro   | Jakob Ingebrigtsen       | Noruega                     | 13:17.06 | EJR                  |
| Medalha de prata  | Henrik Ingebrigtsen      | Noruega                     | 13:18.75 |                      |
| Medalha de bronze | Morhad Amdouni           | França                      | 13:19.14 | Recorde da temporada |
| 4                 | Yemaneberhan Crippa      | Itália                      | 13:19.85 |                      |
| 5                 | Marc Scott               | Grã-Bretanha                | 13:23.14 | Recorde da temporada |
| 6                 | Polat Kemboi Arıkan      | Turquia                     | 13:23.42 | Recorde da temporada |
| 7                 | Rinas Akhmadiyev         | Atletas Neutros Autorizados | 13:24.43 | Recorde pessoal      |
| 8                 | Julien Wanders           | Suíça                       | 13:24.79 | Recorde pessoal      |
| 9                 | Chris Thompson           | Grã-Bretanha                | 13:25.11 | Recorde da temporada |
| 10                | Soufiane Bouchikhi       | Bélgica                     | 13:25.22 |                      |
| 11                | Ben Connor               | Grã-Bretanha                | 13:25.31 | Recorde pessoal      |
| 12                | Florian Carvalho         | França                      | 13:28.08 |                      |
| 13                | Antonio Abadía           | Espanha                     | 13:34.25 |                      |
| 14                | Kaan Kigen Özbilen       | Turquia                     | 13:35.31 | Recorde da temporada |
| 15                | Robin Hendrix            | Bélgica                     | 13:36.15 |                      |
| 16                | Juan Pérez               | Espanha                     | 13:37.07 |                      |
| 17                | Florian Orth             | Alemanha                    | 13:37.46 |                      |
| 18                | Marcel Fehr              | Alemanha                    | 13:37.66 |                      |
| 19                | Andreas Vojta            | Áustria                     | 13:42.75 | Recorde da temporada |
| 20                | Benjamin Rainero de Haan | Países Baixos               | 13:42.95 |                      |
| 21                | Jonas Raess              | Suíça                       | 14:01.14 |                      |
| 22                | Ramazan Özdemir          | Turquia                     | 14:03.63 |                      |
| 23                | Adel Mechaal             | Espanha                     | DNF      |                      |
| 24                | Isaac Kimeli             | Bélgica                     | DSQ      | 163.5 (c)            |

Legenda
| Recorde mundial       | Recorde mundial (World record)               |                       | Recorde africano                      | Recorde africano (African) |                                           | Q | Classificado por posição (Qualified) |
| Recorde do campeonato | Recorde do campeonato (Championship record)  | Recorde da América    | Recorde da América (Americas)         | q                          | Classificado por melhor tempo (Qualified) |   |                                      |
| Melhor marca do ano   | Melhor marca do ano (World leading)          | Recorde asiático      | Recorde asiático (Asian)              | DNS                        | Não largou (Did not start)                |   |                                      |
| Recorde nacional      | Recorde nacional (National record)           | Recorde europeu       | Recorde europeu (European)            | DNF                        | Não terminou (Did not finish)             |   |                                      |
| Recorde pessoal       | Recorde pessoal do atleta (Personal best)    | Recorde da Oceania    | Recorde da Oceania (Oceania)          | DSQ / DQ                   | Desclassificado (Disqualified)            |   |                                      |
| Recorde da temporada  | Recorde da temporada do atleta (Season best) | Recorde sul-americano | Recorde sul-americano (South America) | NM                         | Sem marca (No mark)                       |   |                                      |